# Italienisches Parlament

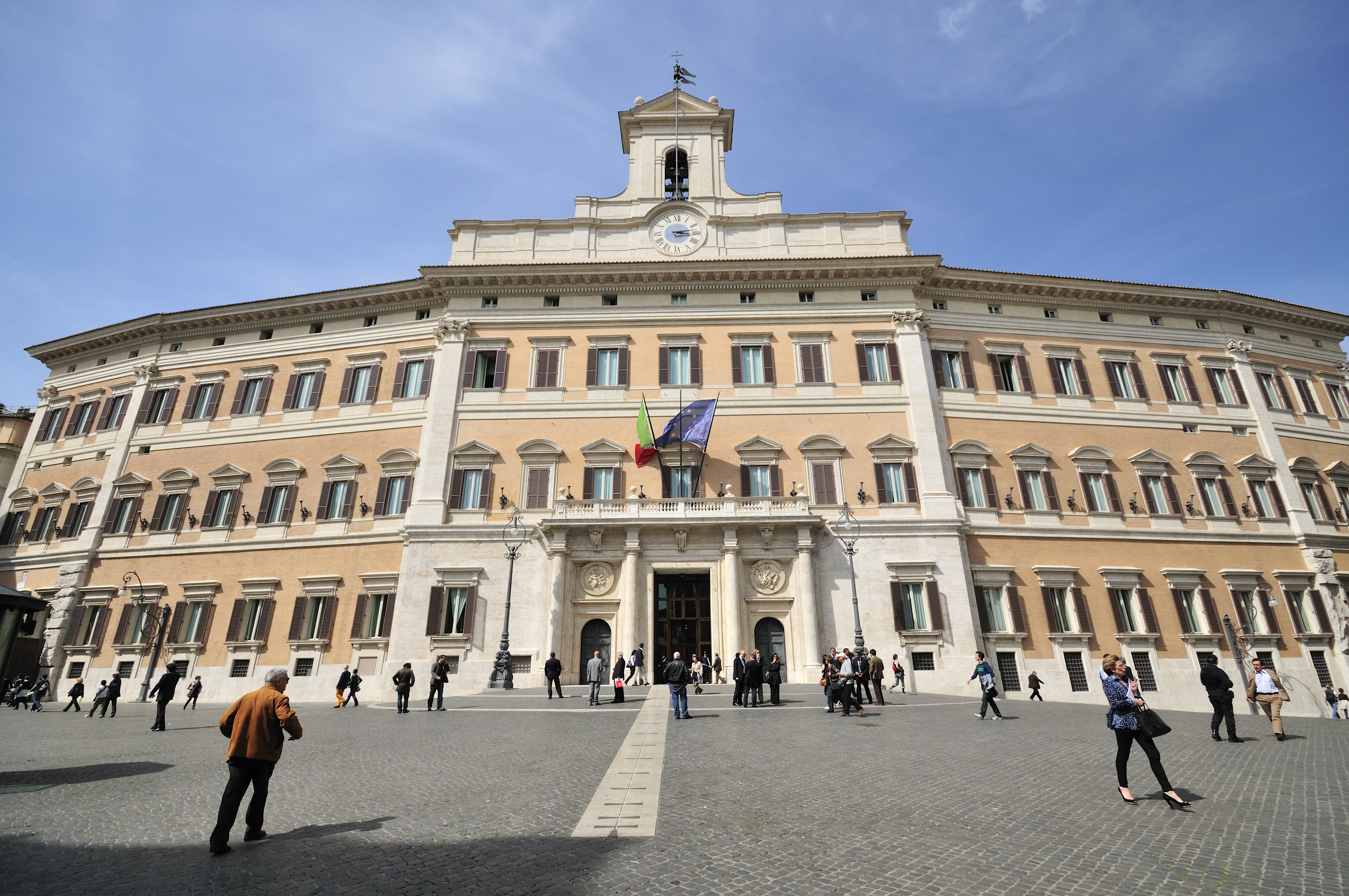
Palazzo Montecitorio, Rom, Sitz der Abgeordnetenkammer

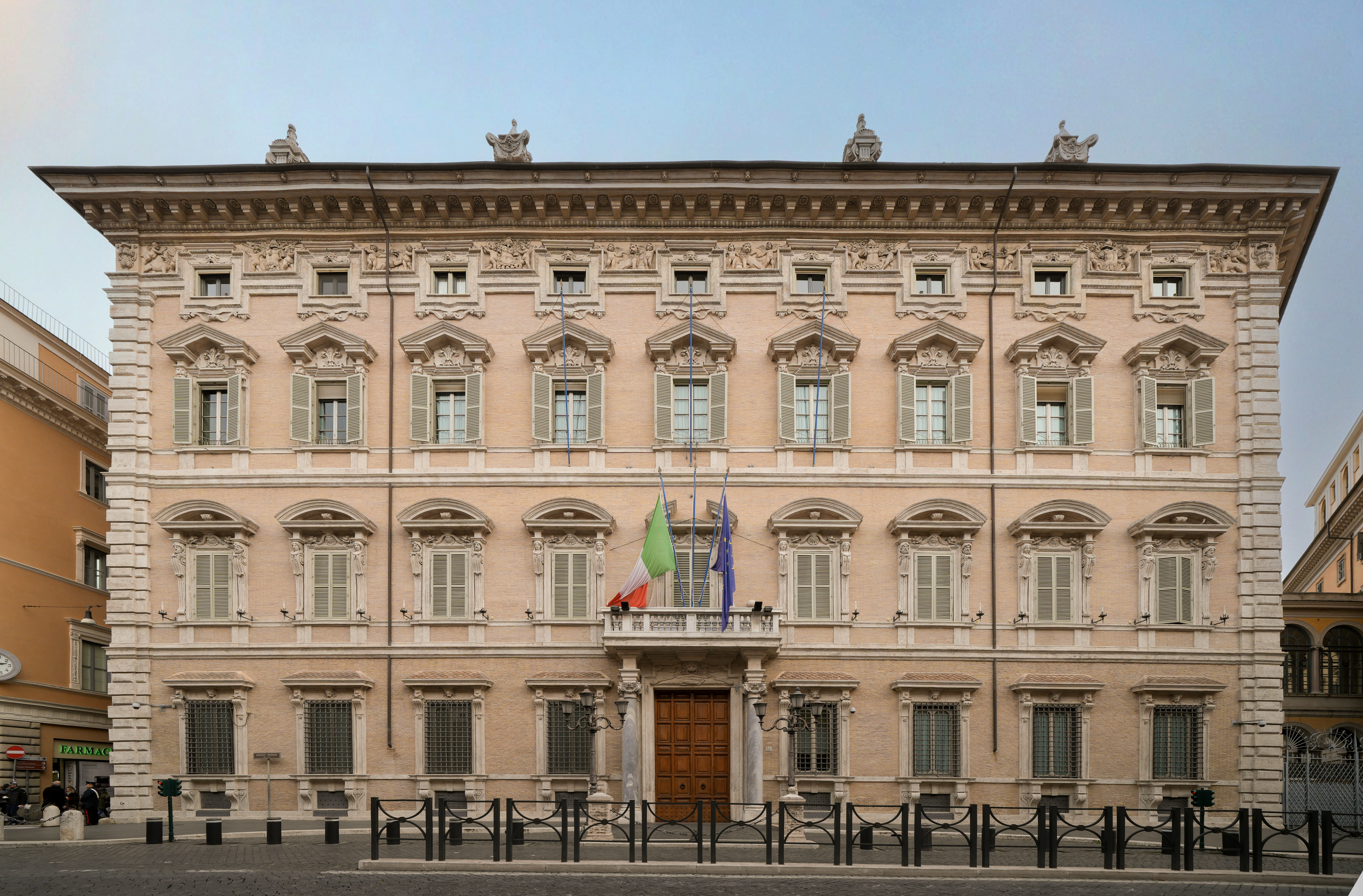
Palazzo Madama, Rom, Sitz des italienischen Senats

Das italienische Parlament (italienisch Parlamento, deutsch Parlament) ist die nationale Volksvertretung der Staatsbürger der Italienischen Republik, Träger der legislativen Staatsgewalt und Verfassungsorgan gemäß Verfassung von 1948. Es besteht aus zwei Kammern: dem Senat (Senato della Repubblica) und der Abgeordnetenkammer (Camera dei deputati) und hat im italienischen System der Gewaltenverschränkung (parlamentarische Demokratie) eine zentrale Rolle inne. Neben der Gesetzgebung ist für das Bestehen der Regierung das andauernde Vertrauen jeder Kammer erforderlich.
Beide Kammern sind in jeder Hinsicht gleichberechtigt; Unterschiede bestehen nur in protokollarischen Fragen. Dieser sogenannte „perfekte“ Bikameralismus ist ein charakteristisches Element der italienischen Rechtsordnung.

## Wahl und Zusammensetzung
Die Kammern unterscheiden sich derzeit hinsichtlich Anzahl ihrer Mitglieder, Zusammensetzung, Wahlmodus ihrer Mitglieder sowie in den Altersgrenzen für das aktive und passive Wahlrecht. Die Wahlgerichtsbarkeit wird von den Kammern selbst ausgeübt; sie entscheiden über die Richtigkeit der Wahlhandlungen sowie über eventuelle Nichtwählbarkeit oder Unvereinbarkeit. Die Verfolgung strafrechtlicher Handlungen (z. B. Wahlfälschung) obliegt allerdings der ordentlichen Gerichtsbarkeit.
Organe der Kammern sind ihr Präsident und das Präsidium, die einzelnen Fraktionen sowie die Ausschüsse. Gemeinsame Ausschüsse, Kommissionen und Organe können bei Bedarf eingerichtet werden.

### Abgeordnetenkammer
Die Abgeordnetenkammer ist die größere Parlamentskammer und besteht verfassungsgemäß aus einer fixen Anzahl von 400 Abgeordneten, von denen acht als Vertreter der Auslandsitaliener vorgesehen sind. Die Wahl geschieht in Wahlkreisen. Um zum Abgeordneten gewählt werden zu können, muss man mindestens 25 Jahre alt sein; zur Wahl sind alle italienischen Staatsbürger berechtigt, die das 18. Lebensjahr vollendet haben und im Vollbesitz ihrer politischen Rechte sind.

### Senat
Dem Senat der Republik gehören 200 gewählte Senatoren an. Der Senat wird auf regionaler Basis gewählt; dies ist der einzige Überrest des Willens der Verfassungsväter, den Senat als eine Vertretung der regionalen Gebietskörperschaften zu kreieren. Nur mindestens 18 Jahre alte Italiener sind aktiv wahlberechtigt. Um zum Senator gewählt werden zu können, muss man mindestens 40 Jahre alt sein. Analog zum Senat der Vereinigten Staaten sollte damit ein Oberhaus erschaffen werden, welches durch das höhere Durchschnittsalter mäßigend auf die Politik im Allgemeinen und das „Unterhaus“ (die Abgeordnetenkammer) im Besonderen einwirken sollte. 
Jede der zwanzig Regionen stellt eine festgelegte Anzahl an Senatoren, die je nach Bevölkerungszahl in der Region variiert. Jede Region stellt allerdings mindestens drei Senatoren; Ausnahmen gelten nur für die besonders kleinen Regionen Molise (zwei Senatoren) und Aostatal (ein Senator) sowie für den Wahlkreis Ausland (4 Senatoren). Diese gewählten Senatoren sind in Summe gemäß Verfassung 200. Hinzu kommen maximal fünf vom Staatspräsidenten ernannte Senatoren auf Lebenszeit. Zudem sind auch die Staatspräsidenten nach dem Ende ihrer Amtszeit von Rechts wegen Senatoren auf Lebenszeit. Somit ist die effektive Anzahl der Mitglieder des Senates nicht in der Verfassung vorgeschrieben. Momentan (Oktober 2022) sind es 206 Senatoren.

### Reformen
Auf Grund des Verfassungsreferendums von 2020 wurde mit Beginn der 19. Legislaturperiode (13. Oktober 2022) die Anzahl der Abgeordneten von 630 auf 400 und die der gewählten Senatoren von 315 auf 200 verringert. Die Vertretung der Auslandsitaliener wurde entsprechend von zwölf auf acht Abgeordnete und von sechs auf vier Senatoren reduziert.
Eine weitere Verfassungsreform hat das Mindestalter für die aktive Senatorenwahl von 25 auf 18 Jahre und damit dem der Abgeordnetenkammer angeglichen, das Mindestalter für das passive Wahlrecht verbleibt bei 40 Jahren für die Senatoren und bei 25 Jahren für die Abgeordneten. Darüber hinaus soll durch eine zusätzliche Verfassungsreform die Wahl der Senatoren auf regionaler Basis überwunden werden, was insgesamt die geringen strukturellen Unterschiede zwischen beiden Kammern weitestgehend beseitigen würde. Dennoch gibt es weiterhin Bestrebungen, den Kammern unterschiedliche Aufgaben zuzuweisen und die Rolle des Parlaments in gemeinsamer Sitzung zu stärken (insbesondere hinsichtlich der Vertrauensfrage), auch weil die nunmehr geringere Gesamtzahl der Parlamentarier dieses Format platzmäßig erheblich begünstigt.

## Parlament in gemeinsamer Sitzung

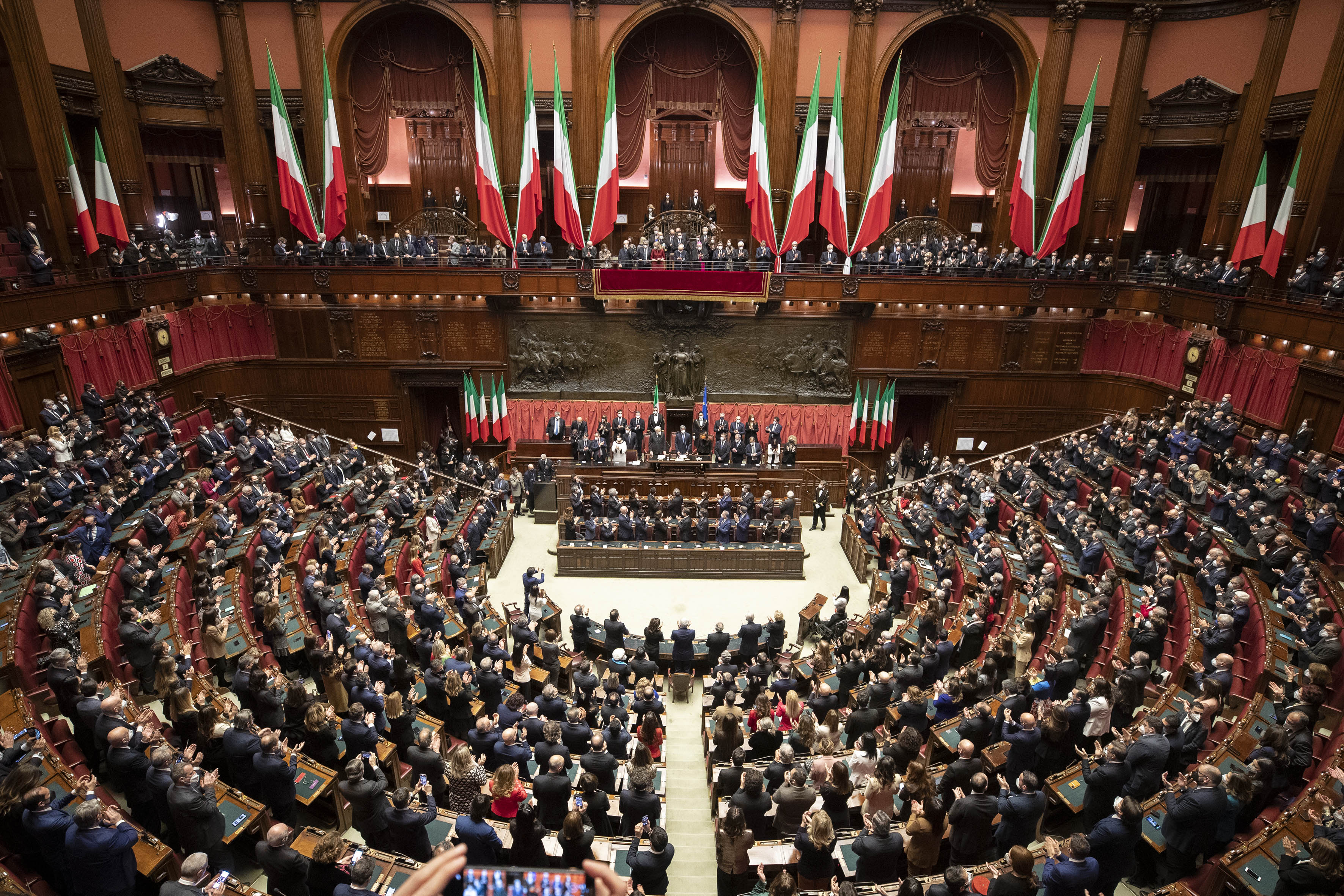
Gemeinsame Sitzung im Palazzo Montecitorio (Vereidigung des Präsidenten der Republik, 3. Februar 2022)

Ausnahmsweise versammeln sich Abgeordnete und Senatoren in gemeinsamer Sitzung im Palazzo Montecitorio (parlamento in seduta comune). Den Vorsitz des Parlaments in gemeinsamer Sitzung führt der Präsident der Abgeordnetenkammer. Die italienische Verfassung sieht genau vor, wann das Parlament zur gemeinsamen Versammlung einberufen wird:
- Wahl des Präsidenten der Republik; in diesem Fall wird das Gremium um die Vertreter der Regionen erweitert (erforderliches Quorum: Zweidrittelmehrheit in den ersten drei Wahlgängen, danach absolute Mehrheit)
- Wahl von fünf der fünfzehn Verfassungsrichter (erforderliches Quorum: Zweidrittelmehrheit in den ersten drei Wahlgängen, danach Dreifünftelmehrheit)
- Wahl von einem Drittel der Mitglieder des Obersten Rates des Richterstandes (erforderliches Quorum: Zweidrittelmehrheit in den ersten drei Wahlgängen, danach Dreifünftelmehrheit)
- Wahl der Laienrichter für das Anklageverfahren gegen den Präsidenten der Republik (alle neun Jahre wird ein Verzeichnis mit 45 Laienrichtern zusammengestellt; im Falle einer Anklageerhebung werden dann 16 Namen ausgelost)
- Eidesleistung des Präsidenten der Republik
- Anklageerhebung gegen den Präsidenten der Republik.

## Gesetzgebung
Die staatliche Gesetzgebung steht in Italien zuallererst dem Parlament zu. Ein Initiativrecht hat jeder einzelne Abgeordnete bzw. Senator, die Regierung als Ganzes, das Volk (50.000 Unterschriften), die Regionalparlamente (Regionalräte) und in sozialen und wirtschaftlichen Bereichen der CNEL (Rat für Wirtschaft und Arbeit).
Jedes Gesetz bedarf der Zustimmung beider Kammern, ein formelles Vermittlungsverfahren ist nicht vorgesehen. Der Staatspräsident muss zudem jedes Gesetz unterzeichnen, bevor es in Kraft treten kann. Da beide Kammern denselben Gesetzestext verabschieden müssen, kann sich ein normales Gesetzgebungsverfahren in die Länge ziehen. Nach jeder Änderung, die eine der Kammern an einem Entwurf verabschiedet, muss der geänderte Entwurf der jeweils anderen Kammer zur Abstimmung vorgelegt werden. Verabschiedet diese wiederum das Gesetz nur mit Änderungen, müssen auch diese Änderungen durch eine neue Beratung und Abstimmung in der vorherigen Kammer bestätigt werden. Auf diese Art und Weise ist es theoretisch möglich, dass einzelne Entwürfe jahrelang zwischen den beiden Parlamentskammern hin und her geschoben werden, bevor sie in Kraft treten können. In der Praxis existiert seit etlichen Jahren ein sogenannter faktischer Monokameralismus: Verabschiedet eine Kammer ein Gesetz, ist die Zustimmung der anderen Kammer in rund 80 bis 90 Prozent der Fälle eine reine Formalität; bei Bedarf stellt die Regierung die Vertrauensfrage, um das Gesetzgebungsverfahren auch bei stärkeren Widerständen zu beschleunigen und weitere Lesungen in der jeweils anderen Kammer zu unterbinden. Gesetze können nicht nur vom Plenum verabschiedet werden, sondern ausnahmsweise auch von den ständigen Ausschüssen.
Das reguläre Gesetzgebungsverfahren tritt in der italienischen Politik ohnehin zunehmend in den Hintergrund. Als Durchbrechung des Prinzips der Gewaltenteilung hat in Italien die Regierung unter bestimmten Voraussetzungen die Befugnis, sogenannte Akte mit Gesetzeskraft zu erlassen, das sog. Gesetzesdekret (decreto legge) und das sog. „gesetzesvertretende“ Dekret (decreto legislativo).
Die Gesetzgebungsbefugnis steht in Italien neben dem Staat auch den Regionen zu. In den Regionen wird die Gesetzgebungsgewalt von den Regionalräten (die regionalen Parlamente) ausgeübt. Die zwei autonomen Provinzen, Südtirol und Trentino, nehmen im italienischen Verfassungssystem eine Sonderstellung ein und sind den Regionen gleichgestellt. Auch sie sind mit Gesetzgebungsbefugnissen ausgestattet, die von den jeweiligen Landtagen ausgeübt werden.

### Gesetzgebungsbefugnisse des Staates
Durch das Verfassungsgesetz 3/2001 wurde Art. 117 umgestaltet. 
Satz 1 lautet nun: Staat und Regionen üben unter Wahrung der Verfassung sowie der aus der gemeinschaftlichen Rechtsordnung und aus den internationalen Verpflichtungen erwachsenden Einschränkungen die Gesetzgebungsbefugnis aus.
Die Kompetenzen der Regionen werden nicht mehr genannt. Gemäß der föderalistischen Auffassung der enumerated powers werden anschließend jene Bereiche aufgezählt, in denen der Gebietskörperschaft Staat die ausschließliche Gesetzgebungsbefugnis zusteht:
- Außenpolitik und internationale Beziehungen des Staates; Beziehungen des Staates mit der Europäischen Union; Asylrecht und rechtliche Stellung der Bürger von Staaten, die nicht der Europäischen Union angehören;
- Einwanderung;
- Beziehungen zwischen der Republik und den religiösen Bekenntnissen;
- Verteidigung und Streitkräfte; Sicherheit des Staates; Waffen, Munition und Sprengstoffe;
- Währung, Schutz der Spartätigkeit und Kapitalmärkte; Schutz des Wettbewerbs; Währungssystem; Steuersystem und Rechnungswesen des Staates; Finanzausgleich;
- Organe des Staates und entsprechende Wahlgesetze; staatliche Referenden; Wahl zum Europäischen Parlament;
- Aufbau und Organisation der Verwaltung des Staates und der gesamtstaatlichen öffentlichen Körperschaften;
- öffentliche Ordnung und Sicherheit, mit Ausnahme der örtlichen Verwaltungspolizei;
- Staatsbürgerschaft, Personenstand- und Melderegister;
- Gerichtsbarkeit und Verfahrensvorschriften; Zivil- und Strafgesetzgebung; Verwaltungsgerichtsbarkeit;
- Festsetzung der wesentlichen Leistungen im Rahmen der bürgerlichen und sozialen Grundrechte, die im ganzen Staatsgebiet gewährleistet sein müssen;
- allgemeine Bestimmungen über den Unterricht;
- Sozialvorsorge;
- Wahlgesetzgebung, Regierungsorgane und grundlegende Aufgaben der Gemeinden, Provinzen und Großstädte mit besonderem Status;
- Zoll, Schutz der Staatsgrenzen und internationale vorbeugende Maßnahmen;
- Gewichte, Maße und Festsetzung der Zeit; Koordinierung der statistischen Information und informatische Koordinierung der Daten der staatlichen, regionalen und örtlichen Verwaltung; Geisteswerke;
- Umwelt-, Ökosystem- und Kulturgüterschutz.

In den Bereichen der konkurrierenden Gesetzgebung (legislazione concorrente), welche nicht der konkurrierenden Gesetzgebung der Bundesrepublik Deutschland entspricht, sondern eher der im deutschen Rechtssystem nunmehr abgeschafften Rahmengesetzgebung, legt der Staat die wesentlichen Grundsätze eines Sachgebietes per Gesetz fest. Jede einzelne Region bzw. Autonome Provinz ist befugt, diese Grundsätze durch eigene Gesetze weiterzuentwickeln und zu präzisieren und somit den eigenen Bedürfnissen anzupassen. Nachdem „wesentliche Grundsätze“ ein nur auf den ersten Blick unmissverständlicher Begriff ist, obliegt es letztens dem Verfassungsgerichtshof, zu entscheiden, inwieweit diese gehen können.  Zu den Bereichen der Rahmengesetzgebung in Italien gehören (Art. 117 Abs. 3):
- Die internationalen Beziehungen der Regionen und ihre Beziehungen zur Europäischen Union;
- Außenhandel;
- Arbeitsschutz und -sicherheit;
- Unterricht, unbeschadet der Autonomie der Schuleinrichtungen und unter Ausschluss der theoretischen und praktischen Berufsausbildung;
- Berufe;
- wissenschaftliche und technologische Forschung und Unterstützung der Innovation der Produktionszweige;
- Gesundheitsschutz;
- Ernährung;
- Sportgesetzgebung;
- Zivilschutz;
- Raumordnung;
- Häfen und Zivilflughäfen;
- große Verkehrs- und Schifffahrtsnetze;
- Regelung des Kommunikationswesens;
- Produktion, Transport und gesamtstaatliche Verteilung von Energie; Ergänzungs- und Zusatzvorsorge;
- Harmonisierung der öffentlichen Haushalte und Koordinierung der öffentlichen Finanzen und des Steuersystems;
- Aufwertung der Kultur- und Umweltgüter und Förderung und Organisation kultureller Tätigkeiten;
- Sparkassen;
- Landwirtschaftsbanken, Kreditinstitute regionalen Charakters;
- Körperschaften für Boden- und Agrarkredit regionalen Charakters.

Gemäß Art. 117 Abs. 3 steht den italienischen Regionen bzw. den autonomen Provinzen die Gesetzgebungsbefugnis in allen Sachgebieten zu, die nicht ausdrücklich der staatlichen Gesetzgebung vorbehalten sind. Weitere Bereiche, die der ausschließlichen Gesetzgebungsbefugnis (competenza esclusiva) der Regionen bzw. autonomen Provinzen zugeordnet sind, sind in den sogenannten Sonderstatuten der autonomen Regionen vorgesehen.
Der Staat hat in den Jahren seit der Verfassungsreform 2001 Mittel und Wege entwickelt, um Bereiche der regionalen Gesetzgebung in seine Sphäre hinüberzuziehen; er macht sog. Querschnittkompetenzen geltend. Bspw. ist den Regionen die Regelung des Handels und der Industrie übertragen (diese Sachbereiche werden nicht dem Staat zugewiesen); da der Staat aber alleinige Befugnis zur Regelung des Wettbewerbsrechts hat, kann er de facto großen Einfluss auf diesen Sachbereich nehmen. Dies hat unter Verfassungsexperten zu Ernüchterung geführt, die sich vom Verfassungsgesetz 3/2001 eine deutliche Stärkung der regionalen Autonomien erhofft hatten.

### Verfassungsgesetzgebung
Verfassungsgesetze (leggi costituzionali) können entweder Bestimmungen zur Änderung des zentralen Verfassungsdokumentes enthalten (Verfassungsänderungsgesetze, leggi di riforma costituzionale) oder eigenständige Bestimmungen enthalten, so z. B. die Sonderstatute der Regionen mit Sonderstatut oder die wesentlichen Bestimmungen über Arbeit und Aufgaben des Verfassungsgerichtshofs.
Sie werden von den Kammern mit jeweils zwei Abstimmungen, zwischen denen mindestens drei Monate liegen müssen, verabschiedet, wobei jede Kammer in der zweiten Abstimmung das Verfassungsgesetz mit mindestens der absoluten Mehrheit ihrer Mitglieder bestätigen muss. Wird ein Verfassungsgesetz bei der zweiten Abstimmung sowohl von der Abgeordnetenkammer als auch vom Senat mit einer Zweidrittelmehrheit abgesegnet, tritt es unmittelbar in Kraft. Anderenfalls kann eine Volksabstimmung erforderlich sein.
Die republikanische Staatsform kann nicht Gegenstand einer Verfassungsreform sein. Ebenfalls hat der Verfassungsgerichtshof erkannt, dass es neben dieser expliziten Schranke (in Art. 139 Verf. vorgesehen) auch implizite Schranken gibt. Jene betreffen wesentliche Grundsätze der Verfassungsordnung; gemeinhin werden der Rechtsstaat, das demokratische Prinzip, der Schutz der unveräußerlichen Rechte u. a. darunter zusammengefasst; diese Elemente dürfen in ihrem Wesenskern nicht verändert werden. Andernfalls spräche man von sog. verfassungswidrigem Verfassungsrecht. Durch diese Schranken nähert sich die Bestandskraft der Verfassung dem Grundgesetz an, welches in Art 79. Abs. 3 in expliziter Weise ebenfalls solche Schranken vorsieht.

## Kontrolle der Exekutive
Den Vätern der italienischen Verfassung ging es nach der Erfahrung des Faschismus darum, in der neuen Republik ein möglichst effektives System der gegenseitigen Kontrolle der Verfassungsorgane untereinander zu schaffen. Hieraus resultiert eine relativ schwache Stellung der Regierung, die vom Vertrauen beider Parlamentskammern abhängig ist. Wird eine neue Regierung ernannt, muss sich diese gemäß Verfassung innerhalb von zehn Tagen den Kammern vorstellen und die Vertrauensfrage stellen. Umgekehrt können die Kammern ein Misstrauensvotum durchführen. Eine Regierung, welche auch nur das Vertrauen einer Kammer nicht besitzt, muss zurücktreten.
In der Verfassungswirklichkeit ergibt sich die Besonderheit, dass erst eine Regierung (Kabinett Prodi 1998) durch einen Entzug des Vertrauens zu Fall gebracht wurde. Alle anderen Regierungskrisen waren außerparlamentarischer Natur; der Begriff soll nicht Geschehnisse außerhalb des Parlamentes andeuten, sondern Rücktritte der Regierung, welche nicht durch die in der Verfassung vorgesehenen Vorgänge geschahen, wie z. B. Koalitionsbruch, Ablehnung wichtiger, von der Regierung initiierter Gesetze (z. B. Haushalt) oder Streitigkeiten zwischen Ministern.
Wegen der besonderen Schwierigkeiten, die sich in diesem Zusammenhang insbesondere bei unterschiedlichen Mehrheiten in den beiden Parlamentskammern ergeben, gibt es seit langer Zeit Bestrebungen, den sogenannten „perfekten Bikameralismus“ mit seiner absoluten Gleichberechtigung der beiden Kammern zu überwinden. Zuletzt legte die Regierung Renzi im Jahr 2014 einen Gesetzesentwurf zur Reform der Verfassung vor, in der Absicht, den Senat in eine nicht mehr direkt gewählte Vertretung der Regionen und Gemeinden umzugestalten. Die Regierung soll nicht mehr vom Vertrauen des Senats abhängen. Der oben genannte Gesetzgebungsprozess würde durch die Reform wesentlich vereinfacht werden, da die Zustimmung des Senats nicht mehr in allen Fällen erforderlich wäre, also ähnlich dem deutschen Bundesrat. Da das obligatorische Referendum allerdings scheiterte, bleibt der bisherige Zustand weiter bestehen.

## Arbeit des Parlamentes
Für die Arbeit des Parlamentes gelten die Grundsätze der Öffentlichkeit, der Diskussion und des Meinungsaustausches mit der Regierung.

### Geschäftsordnung
Die Geschäftsordnung der Kammern wird durch diese selbst gegeben; gemäß Verfassung ist dafür die Zustimmung von mehr als der Hälfte der Abgeordneten nötig (absolute Mehrheit). Dies ist Ausdruck der Selbstorganisation des Verfassungsorgans. Die Geschäftsordnungen haben den konkreten Ablauf der Tätigkeit der Kammern zum Inhalt, ergänzen also die Verfassung und setzen sie um. In der Normenhierarchie der Italienischen Republik stehen sie als formelle Gesetze (verfassungsmäßig zustande gekommene Willensäußerung der Volksvertretung) auf der gleichen Rangstufe wie Gesetze und Akte mit Gesetzeskraft. Da sie allerdings keine Gesetze im materiellen Sinne sind (generell-abstrakte Regelung mit Außenwirkung), sind sie überdies der Prüfung durch den Verfassungsgerichtshof entzogen.

### Abstimmungen
Es lassen sich verschiedene Anforderungen an die Präsenz und die Zustimmung der Parlamentarier unterscheiden (quorum).
Grundsätzlich ist jede Art von Willenserklärung, ob Beschluss, Gesetz etc., ungültig, wenn nicht mindestens die Hälfte der Mitglieder einer Kammer anwesend war und nicht von der Mehrheit der Mitglieder angenommen wird. Dies wird als einfache Mehrheit bezeichnet; ordentliche Gesetze unterliegen dieser Bestimmung. Das Präsenzquorum wird jedoch immer als erfüllt angenommen; es obliegt zwölf Senatoren oder zwanzig Abgeordneten, sein Bestehen zu überprüfen.
Die Verfassung schreibt für bestimmte, als sensibel erachtete Sachbereiche besondere qualifizierte Mehrheiten vor. So muss die oben aufgeführte Geschäftsordnung mit der absoluten Mehrheit der Mitglieder bestätigt werden. Verfassungsgesetze unterliegen einem noch komplexeren Verfahren. Jeder Verfassungsgesetzentwurf muss zweimal von jeder Kammer bestätigt werden. Zwischen den Abstimmungen haben drei Monate zu vergehen; jede Kammer muss das Verfassungsgesetz bei der zweiten Abstimmung mit mindestens absoluter Mehrheit genehmigen. Wird keine Zweidrittelmehrheit erreicht, kann das Verfassungsgesetz einer Volksabstimmung (referendum) unterzogen werden.

### Rechtsstellung der Parlamentarier
Um die Unabhängigkeit der Kammern und ihrer Mitglieder, welche die oberste Volksvertretung sowie das Verfassungsorgan der Legislative, welches im Interesse der Demokratie besonders zu schützen sei, bilden, abzusichern, gelten für die Parlamentarier in einigen Fällen besondere Regelungen.
Zum ersten vertritt jeder Parlamentarier die gesamte Nation, also die gesamte Republik, und nicht den Wahlkreis oder die Region, in der er gewählt wurde (was in der Wirklichkeit natürlich eine Bindung an den Wahlbezirk nicht verhindert). Somit ist ihr Mandat gemäß Art. 67 frei. Dies schließt Freiheit nicht nur gegenüber den Wählern ein, sondern auch gegenüber der Partei, welcher der Parlamentarier angehört und auf deren Liste er kandidiert hat. Dies schließt natürlich nicht aus, dass es im Falle von Neuwahlen zu Sanktionen derer kommt, welche ein geringes Maß an Fraktionsdisziplin aufweisen; während der Amtszeit kann dies jedoch nicht geschehen.
Zweitens besitzen die Parlamentarier ein gewisses Maß an Immunität gegenüber zivil-, straf- oder verwaltungsrechtlicher Verantwortung. Dies dient dem Schutz der Autonomie und der Arbeit des Verfassungsorgans sowie der freien politischen Diskussion; willkürliche, politisch begründete Handlungen der Exekutive sollten hiermit verhindert werden. Immunität stellt somit kein Privileg der Parlamentarier dar, was sich auch darin zeigt, dass keine generelle Immunität gibt (wie sie z. B. Diplomaten im Ausland innehaben), sondern diese nur unter bestimmten Voraussetzungen besteht. Immun ist der Parlamentarier ab dem Tag der Verkündung seiner Wahl.

#### Berufliche Immunität
Artikel 68 Absatz 1 der Verfassung sieht eine sog. berufliche Immunität vor. Demnach können die Parlamentarier nicht für Äußerungen und Abstimmungen zur Verantwortung gezogen werden, welche in direktem Zusammenhang mit der Ausübung ihres Mandates stehen. Hierbei ist es unerheblich, welcher Art die Äußerung ist und ob sie im Parlament oder außerhalb dessen Mauern stattfinden; relevant ist nur der funktionelle Zusammenhang mit der Ausübung des Mandates.
Äußerungen, welche dieses Kriterium nicht erfüllen, unterliegen den gewöhnlichen gesetzlichen Regelungen. In diesem Falle obliegt es dem Gericht, die jeweilige Kammer über die geplante Verfolgung zu benachrichtigen. Jene Kammer hat innerhalb von 120 Tagen ab Erhalt der Gerichtsunterlagen darüber zu befinden. Ist die Gerichtsbehörde der Meinung, das Parlament habe unzulässigerweise eines ihrer Mitglieder vor der Zivil- oder Strafverfolgung geschützt, kann es vor dem Verfassungsgerichtshof einen Befugniskonflikt erheben; es obliegt dem Gerichtshof, zu entscheiden, wem die Befugnis (Verfolgung vs. Erklärung der Immunität) zusteht.

#### Außerberufliche Immunität
Um die Parlamentarier gegenüber willkürlicher Verhaftung, Überwachung oder sonstiger Beschränkung der persönlichen Freiheit abzusichern, sehen die Absätze 2 und 3 des Artikels 68 Verf. weitere Schutzbestimmungen vor.
Demnach ist eine Ermächtigung der jeweiligen Kammer einzuholen, um Parlamentarier:
- einer Leibesvisitation oder Hausdurchsuchung zu unterziehen
- zu verhaften oder sie anderweitig in ihrer Bewegungsfreiheit einzuschränken
- in Wort oder Schrift abzuhören oder ihren Schriftverkehr zu beschlagnahmen.

Die Kammer hat also zu entscheiden, ob es sich hierbei um zulässige Maßnahmen handelt, welche im allgemeinen Interesse der Gleichbehandlung und der Rechtssicherheit vorgenommen werden, oder ob die Freiheit der gewählten Volksvertreter eingeschränkt werden soll.
Ausnahmen sind hierbei nur zulässig, wenn ein Parlamentarier rechtskräftig verurteilt wurde und das Urteil nun vollstreckt wird. Außerdem gelten die Bestimmungen nicht, wenn ein Mitglied der Kammern in flagranti, also auf frischer Tat, ertappt und festgenommen wird. Die Maßnahme zur Freiheitsbeschränkung kann ohne Autorisierung vorgenommen werden, ist aber nur provisorisch und muss von der Kammer bestätigt werden.

## Parlamentsbibliothek

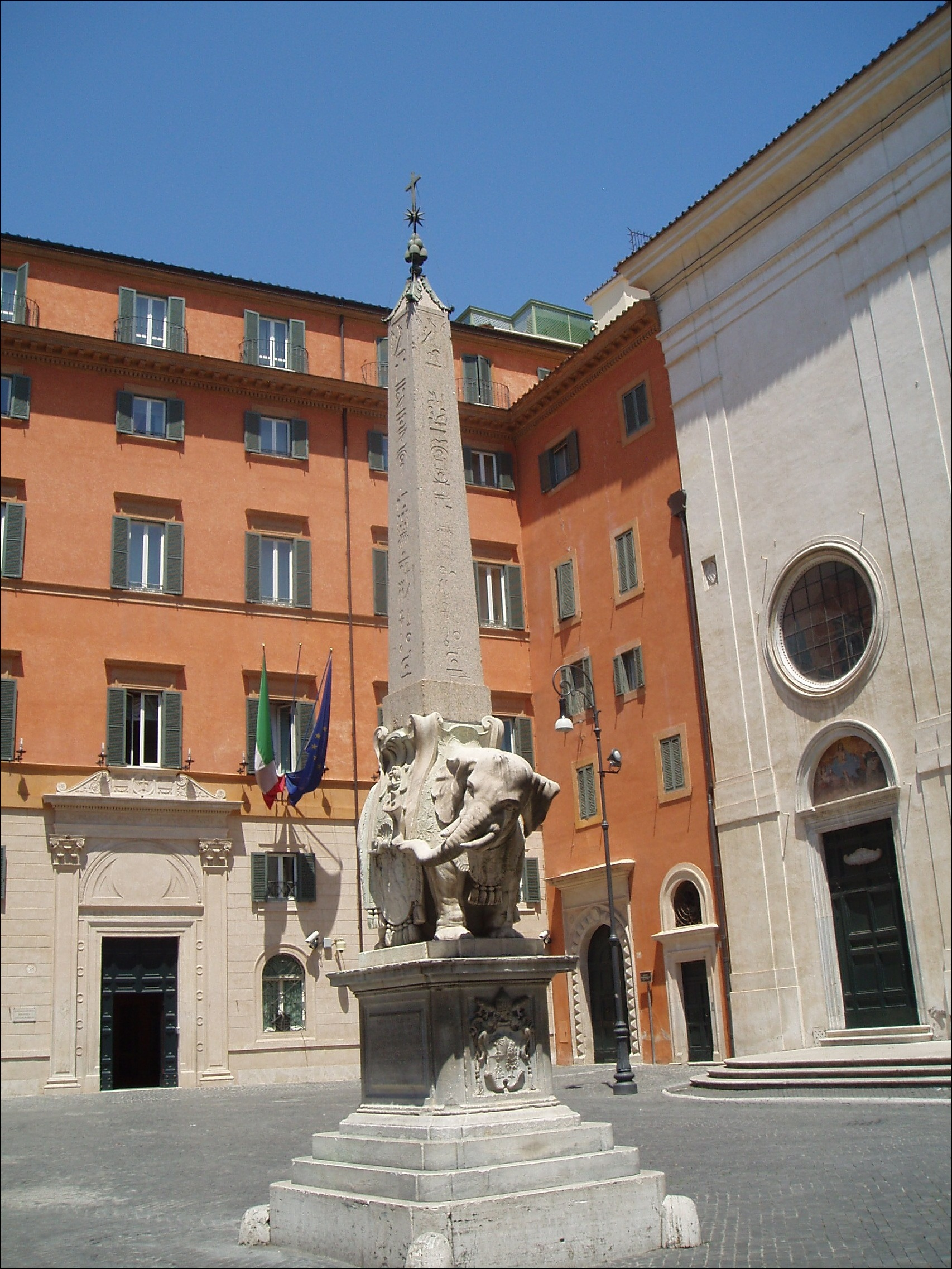
Der Palazzo della Minerva mit dem Obelisco della Minerva im Vordergrund

Die beiden 1848 gegründeten Bibliotheken der Abgeordnetenkammer und des Senats werden in einem zusammenhängenden Gebäudekomplex unter der Bezeichnung Polo Bibliotecario Parlamentare oder „Parlamentsbibliothekpol“ gemeinsam verwaltet und betrieben. 1988 zog die Bibliothek der Abgeordnetenkammer vom Palazzo Montecitorio in einen ehemaligen Dominikanerkonvent an der Via del Seminario um. 2003 folgte die Bibliothek des Senats, die vom Palazzo Madama in den Palazzo della Minerva am gleichnamigen Platz in der Nähe des Pantheons verlegte. 2007 wurden die beiden Bibliotheken baulich und organisatorisch miteinander verbunden. Im selben Gebäudekomplex, der auch Insula Sapientiae genannt wird, ist auch die Biblioteca Casanatense untergebracht, die nicht zum Parlamentsbibliothekpol gehört. 2013 hatte die Bibliothek der Abgeordnetenkammer einen Bestand von rund 1,4 Mio. Bänden, die des Senats umfasste rund 0,7 Mio. Erwähnenswert sind insbesondere die Sammlungen der Senatsbibliothek zur Geschichte der Staaten und Kommunen Italiens vor der Einigung des Landes. Die beiden Bibliotheken sind zwar in erster Linie auf die Bedürfnisse der parlamentarischen Arbeit ausgerichtet, dienen aber auch der Allgemeinheit.
Die Bibliothek des Senats ist seit 2003 nach dem ehemaligen Senatspräsidenten Giovanni Spadolini benannt, die der Abgeordnetenkammer seit 2019 nach der ehemaligen Kammerpräsidentin Nilde Iotti. Diese beiden langjährigen Präsidenten der Parlamentskammern setzten sich für den Umzug der jeweiligen Bibliotheken in den genannten Gebäudekomplex ein.